# Ludwig Leist

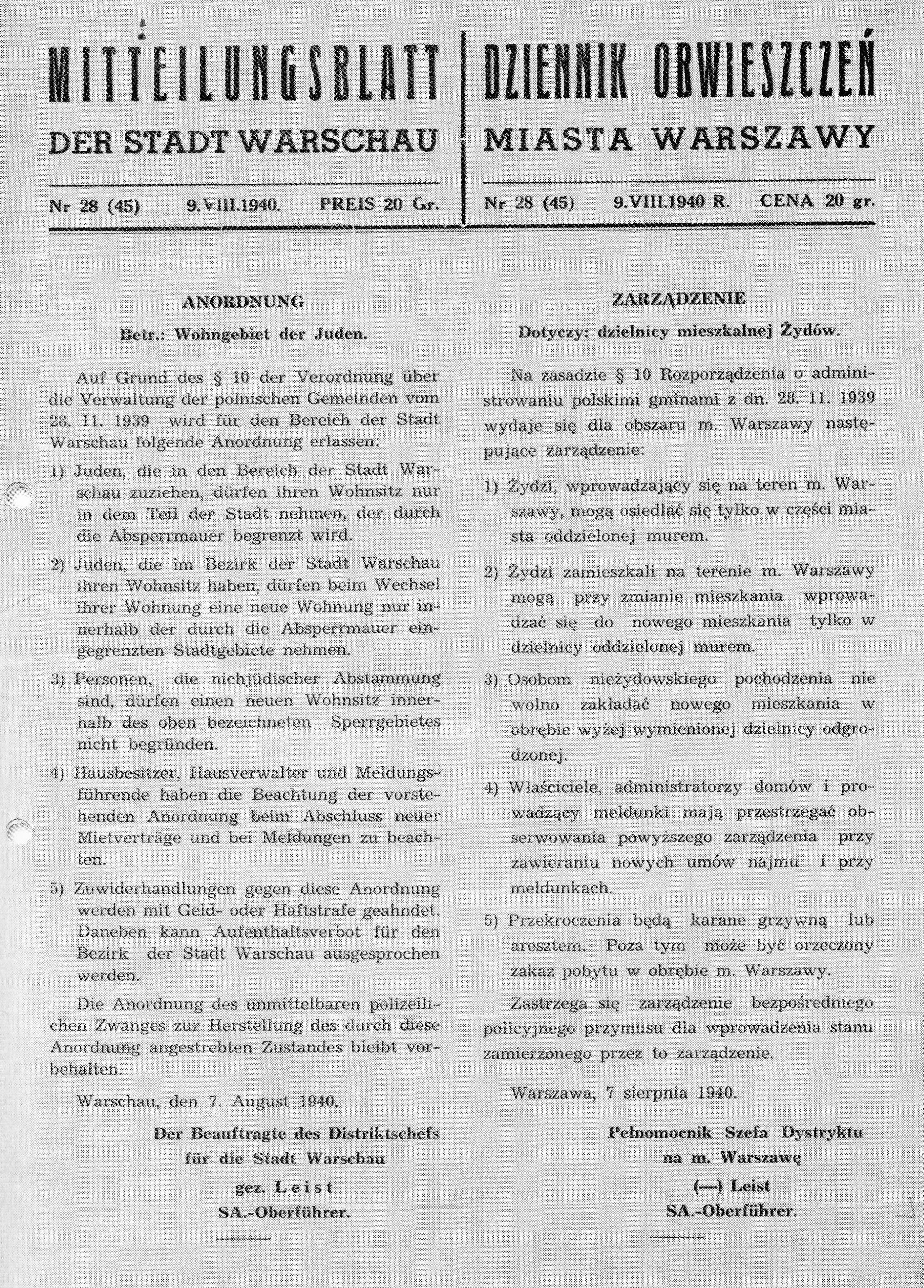
Zarządzenie Ludwiga Leista z 9 sierpnia 1940 dotyczące dzielnicy żydowskiej w Warszawie

Ludwig Leist (ur. 17 grudnia 1891 w Kaiserslautern, zm. 1967) – SS-Oberführer, nazista, w latach 1940–1944 niemiecki starosta Warszawy.

## Życiorys
Ukończył 8 klas szkoły podstawowej i z zawodu był urzędnikiem. Członek NSDAP i SA (w których miał stopień SA-Brigadeführera). Był kierownikiem wydziału administracji niemieckiej w Warszawie (od października 1939 do marca 1940), a następnie pełnomocnikiem gubernatora Hansa Franka – starostą miejskim (Stadthauptmann) Warszawy (od marca 1940 do 31 lipca 1944). 
Leist był jednym z nielicznych przedstawicieli władz III Rzeszy w Polsce, którzy byli nastawieni życzliwie do narodu polskiego. Mimo iż wydał kilka zarządzeń dyskryminujących ludność polską i żydowską, był uznawany za urzędnika stosunkowo mało szkodliwego dla ludności miasta. Współpraca polskiego Zarządu Miasta z Leistem układała się poprawnie. Również jego relacje z przewodniczącym warszawskiego Judenratu, Adamem Czerniakowem, były na ogół harmonijne.
Po powstaniu warszawskim znalazł się w Poznaniu, gdzie próbował utworzyć komórkę likwidacyjną biura starosty w celu przeprowadzenia ewakuacji wyposażenia urzędów.
Aresztowany przez aliantów został wydany władzom polskim i osądzony w dniach 17 grudnia 1946-24 lutego 1947 przez Najwyższy Trybunał Narodowy (NTN) wraz z trzema innymi członkami okupacyjnych władz Warszawy (m.in. gubernatorem dystryktu Ludwigiem Fischerem). Proces rozpoczął się 17 grudnia 1946 w sali Związku Nauczycielstwa Polskiego przy ul. Smulikowskiego 6/8.
3 marca 1947 Leist został uznany za winnego udziału w organizacji przestępczej za jaką NTN uznał kierownictwo administracji niemieckiej w Generalnym Gubernatorstwie oraz winnego udziału w prześladowaniach ludności żydowskiej i polskiej. Skazano go na 8 lat pozbawienia wolności oraz 5 lat pozbawienia praw publicznych i honorowych. Został zwolniony z więzienia w Barczewie po odbyciu kary i 17 stycznia 1954 deportowany do RFN.
W 1951 Tadeusz Walichnowski przeprowadził z Leistem w więzieniu w Barczewie kilkanaście rozmów, na podstawie których opublikował książkę Rozmowy z Leistem hitlerowskim starostą Warszawy.